# The Saturday Evening Post
«Сатердей ивнинг пост» (англ. The Saturday Evening Post, дословно — «Субботняя вечерняя почта»; сокр. The Post) — американский журнал, выходящий шесть раз в год, основанный компанией Curtis Publishing Company.
Издавался еженедельно с 1897 по 1963 год; затем каждые две недели до 1969 года. С 1920-х по 1960-е годы это был один из самых широко распространенных и влиятельных журналов для американского среднего класса. По состоянию на конец 2000-х годов, The Saturday Evening Post публикуется шесть раз в год и принадлежит Saturday Evening Post Society, которое приобрело журнал в 1982 году.

## История
Журнал Saturday Evening Post был основан в 1821 году. Его тираж быстро рос, и журнал стал наиболее распространенным еженедельным журналом в США. Приобрел весомый статус под руководством своего многолетнего редактора Джорджа Лоримера (работал с 1899 по 1937 год). Журнал публиковал статьи о текущих событиях и о жизни простых людей, редакционные статьи, юмор, поэзию, колонку писем, а также рассказы ведущих писателей того времени. Он стал известен благодаря высококачественным иллюстрациям и оригинальным произведениям художественной литературы. Иллюстрации из Saturday Evening Post, особенно работы Джозефа Лейендекера и Нормана Роквелла, приобрели широкую популярность и в настоящее время зачастую воспроизводятся в виде постеров и принтов.
В 1970 году контроль над компанией Curtis Publishing Company был установлен промышленником из Индианаполиса Бертом Серваасом. В начале 1982 года право собственности было передано обществу Benjamin Franklin Literary and Medical Society; позже право собственности на журнал было передано обществу Saturday Evening Post Society.
К 1991 году компания Curtis Publishing Company была переименована в Curtis International, став дочерней компанией SerVaas Inc. В настоящее время журнал публикуется под эгидой Saturday Evening Post Society, которое претендует на статус некоммерческой организации. В январе—феврале 2013 года, журнал The Saturday Evening Post был основательно переработан, получив новые дизайн и логотип.

Некоторые обложки журнала
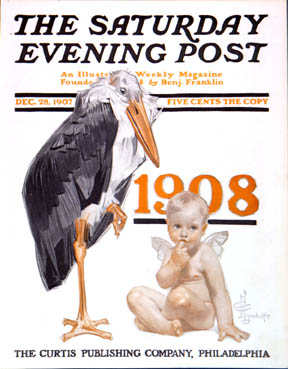
28 декабря 1907
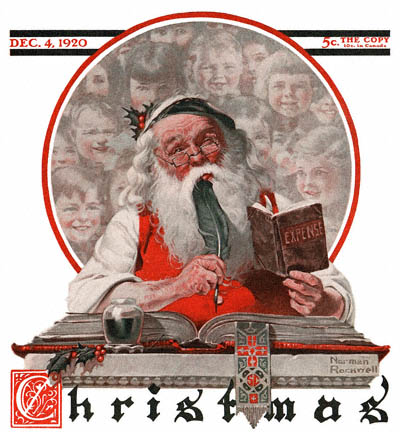
4 декабря 1920
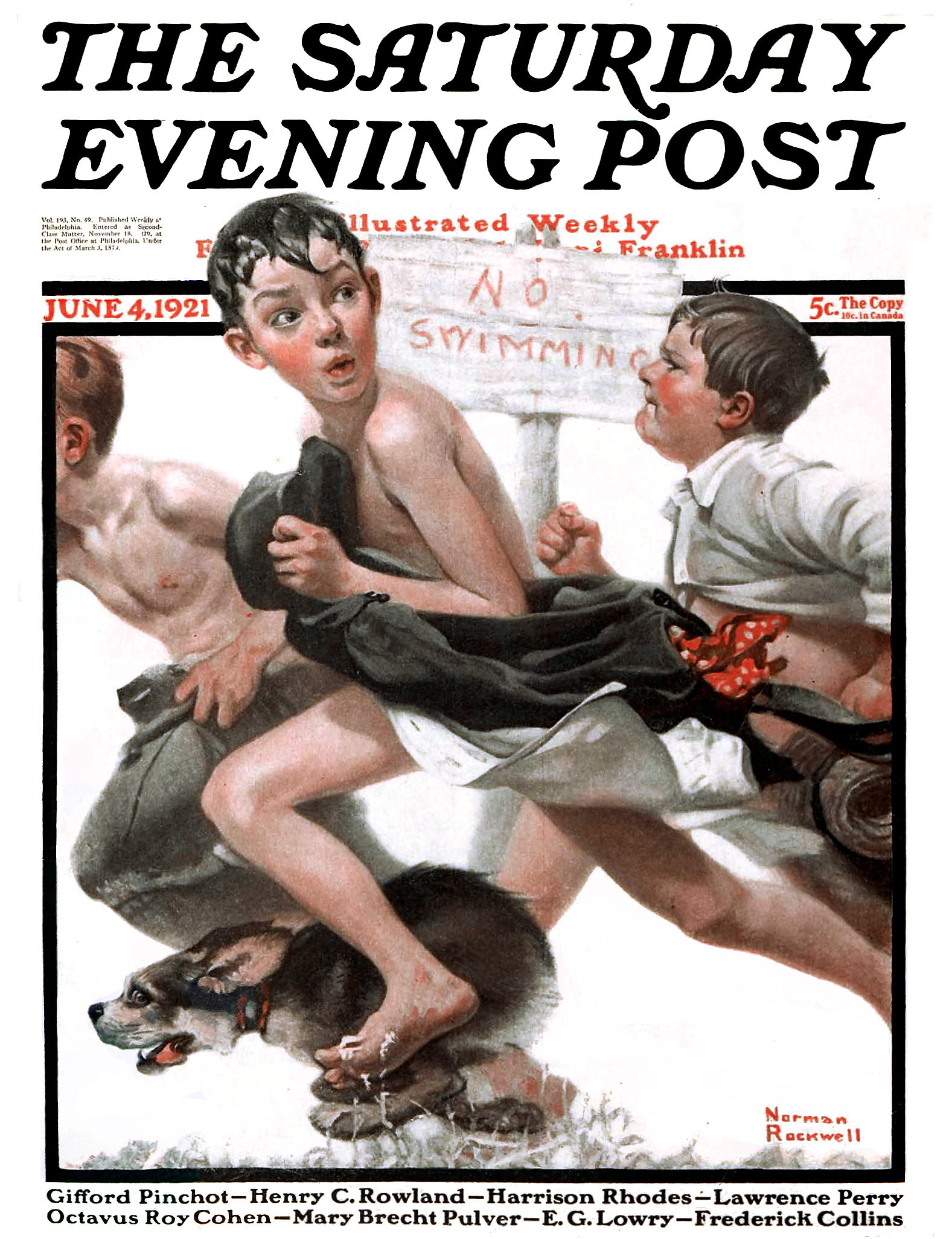
4 июня 1921
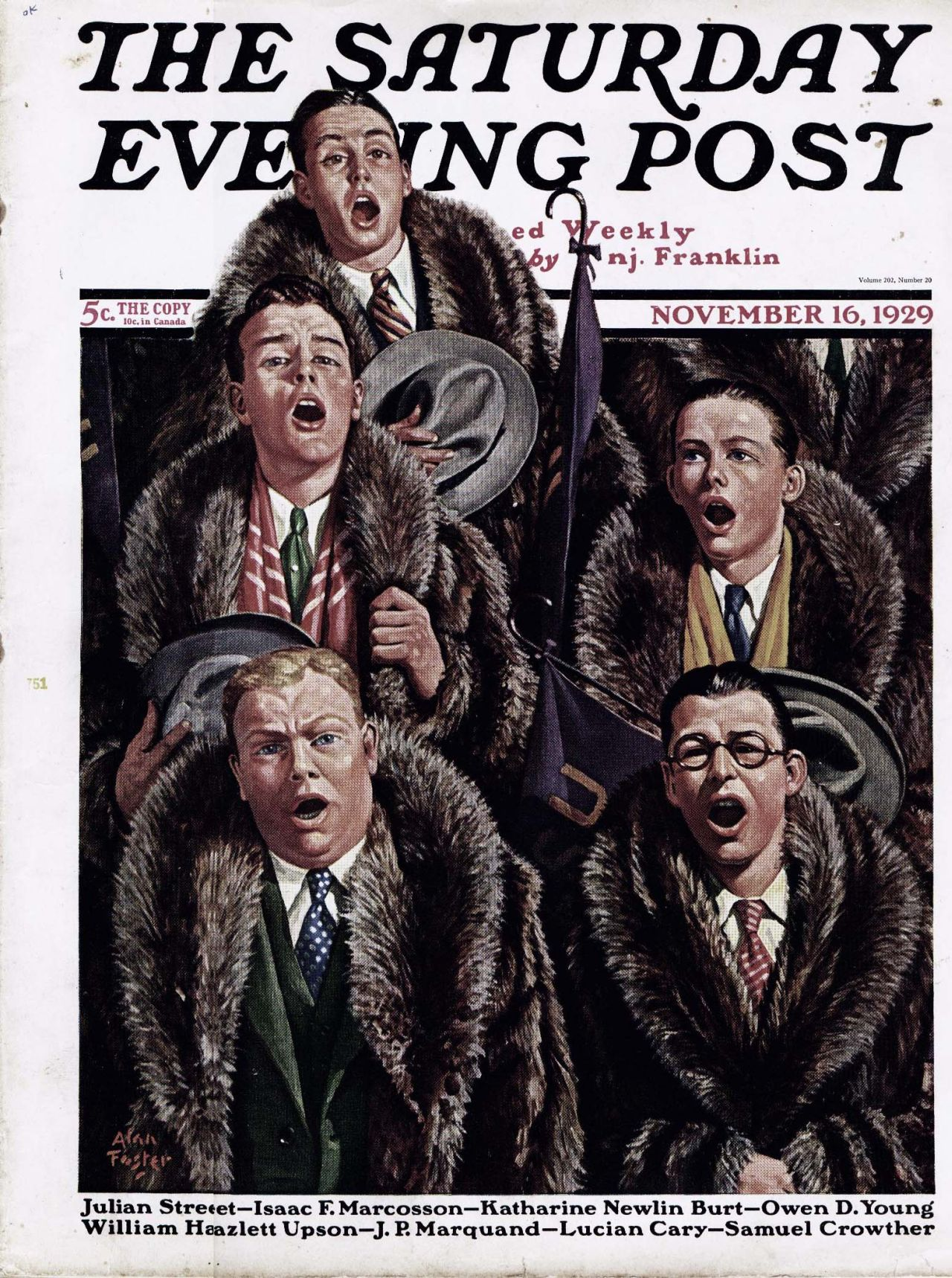
16 ноября 1929

## Редакторы
- Уильям Джордж Джордан[англ.] (1898—1899)
- Джордж Лоример (1899—1937)
- Уэсли Винанс Стаут (1937—1942)
- Бен Хиббс[англ.] (1942—1962)
- Robert Fuoss (1962)
- Роберт Шеррод[англ.] (1962)
- Клэй Дрюри Блэр (младший)[англ.] (1962—1964)
- Уильям Эмерсон[англ.] (1965—1969)
- Берт СерВаас (1971—1975)
- Кори СерВаас (1975—2008)
- Джоан СерВаас (2008—2009)
- Патрик Перри (2009)
- Стивен С. Джордж (2009—2010)
- Стивен Слон (2012— настоящее время)